# Henrik Ulfvenklou
Henrik Ulfvenklou, född 21 april 1636 i Stockholm, död 13 februari 1677, var en svensk militär. 

## Biografi
Efter studier i Uppsala, Republiken Förenade Nederländerna och Frankrike återvände han till Sverige och blev då generalkvartermästarelöjtnant vid Per Brahes armé 1657. Han blev överstelöjtnant vid Kalmar regemente 1667 med kaptenslön och bibehållande av lön som regementskvartermästarelöjtnant; överste och regementschef 1674; kommendant på Kristianstad; son till handelsmannen, hovkassören och rådmannen Henrik Ulfvenklou, och Eva Faler. Fadern hette först Wulf men adlades 1654 Ulfvenklou. 
Som kommendant på Kristianstad tvingades han ge upp efter en häftig stormning av danskarna i augusti 1676 och blev själv tillfångatagen. Han utväxlades snart och befann sig i februari 1677 i Kristianopel, där han en dimfrostig morgon blev dödad i en duell av överste Gustaf Tungel. De hade råkat i bråk angående Ulfvenklous kapitulation av Kristianstad, och Ulfvenklou blev "av överste Tungel i vredesmod eftersatter och överfallen av bara övermod och hämndgirighet med tvänne kulor dödsskjuten, så att han på tredje dygnet måste sätta livet till".

### Egendom
Ulfvenklou var bland annat ägare till Björnö slott i Åby socken, strax norr om Kalmar.

### Familj
Ulfvenklou gifte sig 8 december 1664 med Margareta Björnklou (1648–1684), som var dotter till den kände diplomaten och riksrådet Matthias Björnklou och biskopsdottern Margareta Wallia, adlad Wallenstedt. De fick tillsammans barnen kaptenen Mattias Ulfvenklou (1665–1695) i Malmö, volontären Carl Ulfvenklou (1667–1691) vid Livgardet, Henrik Ulfvenklou (1669–1676) och överstelöjtnanten Johan Gustaf Ulfvenklou (1672–1735) vid Kalmar regemente.